# Борилов синодик
Борѝлов синодик („Синодик, който се чете в първата неделя на Великия пост“) е среднобългарско книжовно произведение от началото на XIII век. Той е важен извор за историята на Второто българско царство. 
На 3 ноември 2017 г. Бориловият синодик е включен в Международния регистър на ЮНЕСКО „Паметта на света“.

## Създаване и допълване
Създаден е във връзка със събора срещу богомилите, свикан от цар Борил през 1211 г. Тогава по царско нареждане е преведен на български език гръцкият Синодик от 843 г., съдържащ опровержения и анатеми срещу различни по-стари ереси, разпространени във Византия. Към превода е прибавена отделна глава, в която се излагат и проклинат схващанията на богомилите.
По-късно Бориловият синодик е допълнен с разказ за възстановяването на Търновската патриаршия през 1235 г. и с поменик на български царе, царици, патриарси, митрополити и боляри.
След падането на Търново под османска власт (1393 г.) той е пренесен и разпространяван в Сърбия, Молдавия и Русия, където по негов образец са съставени местни синодици.

## Преписи

### Палаузов сборник
Най-ранният запазен препис на Синодика датира от края на XIV век. Намерен е в Търново от Николай Палаузов, а сега се пази в Националната библиотека „Св. св. Кирил и Методий“ под № 289.
Някои текстове в Палаузовия ръкопис на синодика са съпроводени от музикални знаци.

### Дринов препис
Втори, по-късен препис, направен през XVI век, е открит от българския историк и просветител Марин Дринов. Той също се съхранява в Националната библиотека в София - под № 432.

## Издания
- Попруженко, М. Синодик царя Борила. Български старини, т. 8. София, 1928
- Държава и църква през XIII век: Преписка на българите с папа Инокентий III, Синодик на цар Борил. С., 1999, 55 – 88, 97 – 105 (Славянска библиотека. Серия Slavia Orthodoxa).
- Ив. Божилов, А.-М. Тотоманова, Ив. Билярски. Борилов синодик – издание и превод. С., ПАМ, 2011.